# خشنواز
خشنواز یا خشنوار پادشاه هپتالی بود که در زمان ساسانیان سه بار با یورش پیروز یکم رو به رو شد که دو بار نخست شاه ایران را اسیر کرد و بار سوم او را در نبرد هرات به قتل رسانده و پسرش قباد را به اسیری گرفت همچنان در این زمان خوشنواز هپتالی یک بار هم به امپراتوری گوپتا هند لشکرکشی کرد و امپراتوری گوپتا را از بین برد. در پی اسیر بودن نخست شاه ایران قباد در مدت اسارت توانست اعتماد خشنواز را جلب کند و با کمک او به ایران بازگشت و عموی خود بلاش را شکست داده و او را از پادشاهی خلع می‌کند.

## بن‌مایه
1. ↑  بنابر شاهنامه
2. ↑  بنابر تاریخ طبری
3. ↑  [jhr.ui.ac.ir/article_22090.html «تأملی بر تاریخ و آثار فرهنگی هپتالیان در ایرانِ عصر ساسانی»] مقدار |نشانی= را بررسی کنید (کمک). مجله علمی پژوهشی (دانشگاه اصفهان).